# تپه قلعه سی ۱
تپه قلعه سی ۱ مربوط به دوران‌های تاریخی پس از اسلام است و در شهرستان بوئین‌زهرا، روستای آروچان واقع شده و این اثر در تاریخ ۲۵ اسفند ۱۳۷۹ با شمارهٔ ثبت ۳۱۵۶ به‌عنوان یکی از آثار ملی ایران به ثبت رسیده است.